# Canottieri Trieste
La Canottieri Trieste è un'associazione sportiva remiera fondata a Trieste nel 1896.

## Storia
La società fu fondata il 13 giugno 1896 come Rowing Club Triestino. Il nome traeva spunto dal Rowing Club Italiano, antesignano dell'odierna Federazione Italiana Canottaggio.
Nel 1935 la ragione sociale fu modificata in quella attuale.